# 1922 en Grèce
Chronologie de la Grèce
- 1918
- 1919
- 1920
- 1921
- 1922
- 1923
- 1924
- 1925
- 1926

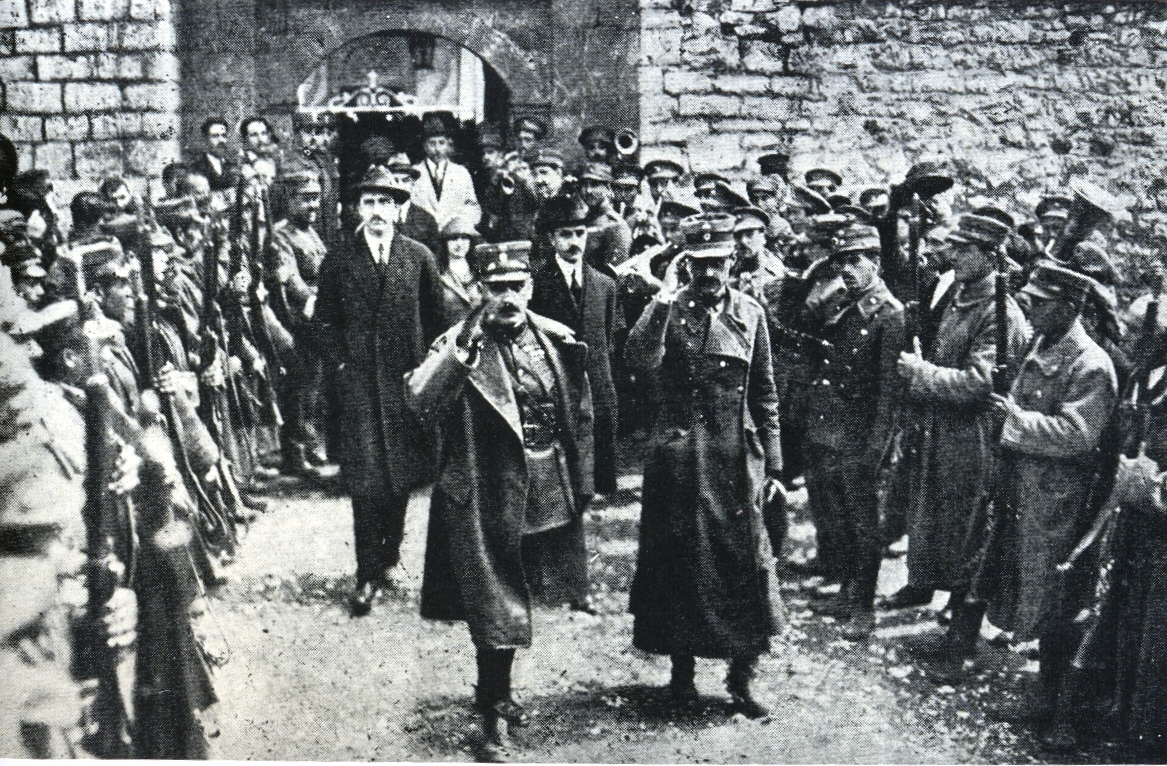
Les dirigeants du coup d'État de 1922, après la défaite grecque en Asie mineure. En tête : Les colonels Plastiras (à droite), Gonatas (au centre) et son conseiller politique du coup d'État : George Papandreou senior (à gauche), lors d'une visite dans la ville natale d'Athanasios Diakos, à Mousounitsa (octobre-novembre 1922).

L'année 1922 est calamiteuse pour la Grèce. Elle voit s'effondrer les espoirs et les aspirations nourris par l'hellénisme dès les premiers jours de sa lutte pour l'indépendance et la réalisation du rêve d'une Hellas libre, dont le centenaire vient d'être célébré et plus particulièrement de l'idée d'une grande Grèce à laquelle le nom d'Elefthérios Venizélos est si étroitement associé depuis son premier appel au pouvoir en 1910. D'une puissance balkanique de taille dominante, la Grèce est renvoyée dans la position peu enviable qu'elle occupait après la désastreuse guerre gréco-turque de 1897. 
Cette page concerne les évènements survenus en 1922 en Grèce  :

## Évènements
- Génocide grec pontique (1916 - 1923)
- 7 juin : Bombardement de Samsun (en), par la marine hellénique.
- 26-30 août : Bataille de Dumlupınar
- 8 septembre  : fin de l'occupation de Smyrne par la Grèce
- 11 septembre : Coup d'État.
- octobre : fin de la guerre gréco-turque
- octobre-novembre : Procès des Six

## Sport
- Championnat Panhellénique (1921-1922) (en)
- Championnat Panhellénique (1922-1923) (en)
- Création des clubs : Aris Salonique (basket-ball), Aspis Xanthi F.C. (en) (football) et A.P.S. Aspida Xanthi (en) (athlétisme).

## Création
- Division indépendante (en)
- Kaisariani, dème grec.
- Ligue des jeunes communistes de Grèce (en)
- Métropole d'Étolie et d'Acarnanie
- Métropole de l'Élide et d'Oléna
- Parti des libres-penseurs (en)
- To Víma, quotidien.

## Dissolution
- Opposition unifiée (en)

## Naissance
- Grigóris Bithikótsis, chanteur.
- Dan Georgiádis, joueur et entraîneur de football.
- Manólis Glézos, personnalité politique, écrivain et communiste au KKE.
- Iákovos Kambanéllis, écrivain, poète, dramaturge et réalisateur.
- Lucien Lazaridès, cycliste.
- Aristóvoulos Mánessis, juriste et professeur d'université.
- Apóstolos Sántas, héros de la résistance.
- Réna Vlachopoúlou, actrice et chanteuse.
- Ólga Vótsi, poétesse, essayiste et traductrice.

## Décès
- Geórgios Baltatzís, ministre.
- Dimítrios Goúnaris, Premier ministre.
- Geórgios Chatzianéstis, militaire.
- Pétros Protopapadákis, ingénieur et personnalité politique.
- Nikolaos Stratos, Premier ministre.
- Nikólaos Theotókis, diplomate et personnalité politique.